# Ngày không mưa
Ngày không mưa é um álbum de estúdio da cantora vietnamita Hồng Nhung lançado em 2001. Bem recebido, foi classificado como um dos melhores álbuns do país de origem segundo comentário do programa musical VTV Bài hát tôi yêu.